# Корошка Бела
Корошка Бела (словен. Koroška Bela) је насељено место у општини Јесенице, Горењска регија, Словенија.

## Историја
До територијалне реорганизације у Словенији била је у саставу старе општине Јесенице. Корошка Бела постоји као самостално насеље од 1998. године. Настала је издвајањем дела насеља Јесенице.

## Становништво
У попису становништва из 2011. године, Корошка Бела је имала 2.160 становника.
| Број становника према пописима | Број становника према пописима |
| ------------------------------ | ------------------------------ |
| 2002                           | 2011                           |
| 2.206                          | 2.160                          |

Напомена: Године 1998. настала издвајањем дела из насеља Јесенице.